# Бабич Роман Васильович
Рома́н Васи́льович Ба́бич (нар. 1 лютого 1985, Вороніж, Шосткинський район, Сумська область, Українська РСР, СРСР — пом. 25 січня 2023, Бахмут, Донецька область, Україна) — український військовик, лейтенант гвардії, військовий медик 1-го окремого батальйона 93-ї окремої механізованої бригади «Холодний Яр». Народний Герой України.

## Життєпис
Народився 1 лютого 1985 року в селищі Вороніж Шосткинського району Сумської області. Вищу медичну освіту здобув у Національному медичному університеті імені О. О. Богомольця у 2008 році. За спеціальністю — лікар загальної практики. Навчався на військовій кафедрі, отримав звання молодшого лейтенанта.
Після навчання займався страхуванням життя, обіймав посаду директора департаменту страхової компанії. У 2011 році переїхав на постійне місце проживання в місто Боярка в Київській області. 
На початку 2014 року під час анексії Криму намагався потрапити до лав армії добровольцем, проте дістав відмову. У вересні того ж року був призваний, відправиввся у зону проведення антитерористичної операції, отримавши посаду начальника медичного пункту. Евакуював поранених та загиблих бійців з Донецького аеропорту, Авдіївки, Пісків, Водяного, Опитного, Тоненького, з опорних пунктів шахти Бутівка, РЛС «Зеніт».
Демобілізований у вересні 2015 року. Після демобілізації повернувся на попереднє місце роботи, додатково займався інструктажем, проводив навчання військових і цивільних наданню першої медичної та домедичної допомоги в різних умовах.
У липні 2015 року нагороджений орденом «Народний Герой України».
27 березня 2022 року призваний на медичну службу Фастівським районним територіальним центром комплектування та соціальної підтримки Київської області.
Загинув 25 січня 2023 року в місті Бахмут, відспіваний 29 січня в Свято-Миколаївському храмі міста Боярки на Київщині, там же похований.

## Нагороди
- Орден «Народний Герой України» (14 липня 2015[1]);
- Орден «За оборону країни» (14 жовтня 2015);
- Нагрудний знак «Учасник АТО»;
- Пам'ятна медаль Дніпропетровської облдержадміністрації «За вагомий внесок у розвиток Дніпропетровської області»;
- Нагрудний знак «За оборону Донецького аеропорту» (5 травня 2016);
- Відзнака командування 93 ОМБр «Холодний Яр» І ступеня (10 жовтня 2022).